# Der Petschenege

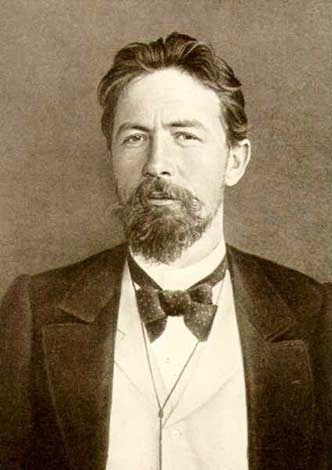
Anton Tschechow

Der Petschenege (russisch Печенег, Petscheneg) ist eine Kurzgeschichte des russischen Schriftstellers Anton Tschechow, die am 2. November 1897 in der Moskauer Tageszeitung Russkije wedomosti erschien. Iwan Bunin zählte die Geschichte zu den besten des Autors aus genanntem Jahr 1897.
Auf der Station Prowalje der Donezbahn sitzt ein Rechtsanwalt mittleren Alters am Tag der Handlung mangels Fahrgelegenheit fest. Weil er sein Ziel, das Dorf Djujewka, erst am folgenden Tag erreichen kann, nimmt er notgedrungen der Einladung zur Übernachtung auf das einsame Gehöft des ehemaligen Kosakenoffiziers Iwan Abramytsch Shmuchin in die Steppe an. Der bejahrte Shmuchin, von den Einheimischen der Petschenege genannt, kehrt – ebenfalls mit der Bahn – vom Notar aus der Stadt zurück. Er hatte sein Testament aufsetzen lassen, weil es nach einem leichten Schlaganfall offenbar nun ans Sterben geht. Zuvor, so der gealterte Mann, müsste man noch etwas Großartiges tun. Aber was?
Während der Hinfahrt zum Gehöft auf ratterndem Pferdewagen und auch während der Übernachtung im Gut kommt Shmuchin vom Hundertsten ins Tausendste. Als zurückhaltend-höflicher Gast hört sich der Anwalt, ein Vegetarier, den Sermon stundenlang geduldig an: Damals vor Jahren im Kaukasus, hatte Shmuchins Schwadron einen gegnerischen Fürsten getötet. Dessen Witwe hatte die Nachtruhe der Kosaken mit ihrer Totenklage gestört. Deshalb war die Fürstin von den Soldaten so sehr verprügelt worden, dass sie dem Toten fortan ferngeblieben war. Heute, setzt Shmuchin seinen Stunden andauernden Monolog fort, prügele man nicht mehr. Er wechselt das Thema, erzählt von einem Kohlegrubenbesitzer aus der Gegend. Dieser hatte einen Aufseher gefunden, dem er wöchentlich zehn Rubel für folgende Gefälligkeit auszahlte: Der Aufseher ließ die Wanderarbeiter eine Woche in der Grube schuften und als es am Wochenende ans Bezahlen ging, gab es keinen Lohn. Der Grubenbesitzer wollte sein Geld behalten. Dafür musste der Aufseher die Prügelattacke der betrogenen Wochenlöhner aushalten. Letztere zogen ohne Lohn weiter. In der darauffolgenden Woche kam die nächste Schar Arbeitsloser.
Shmuchins zwei Jungen, die er zusammen mit seiner Frau Ljubow Ossipowna hat, nennt er seine Hundesöhne. Einer ist neunzehn Jahre alt, der andere noch halbwüchsig. Der Milzbrand hatte das Pferd hinweggerafft. Shmuchin hatte das Tier in einer tiefen Grube, mit Kalk bedeckt, vergraben. Die Söhne hatten den Kadaver ausgegraben, enthäutet und die Haut verkauft.
Nach Shmuchins Überzeugung war seine Frau Ljubow vor zwanzig Jahren so stolz gewesen, weil sie als 17-jährige verarmte Popentochter einen Offizier und Grundbesitzer zum Manne abbekommen hatte. Nun will die Frau ihre Söhne nach Nowotscherkassk in die Schule schicken, doch ihr fehlt das erforderliche Geld. So weint die Frau und weint, wie sie zwanzig Jahre lang geweint hat. Shmuchin beschließt seine Tirade zum Thema Frau mit: „Eine Frau ist, offen gesagt, für mich kein Mensch.“
Am nächsten Morgen bittet der Anwalt um Pferd und Wagen. Als er damit das Gehöft in Richtung Djujewka verlässt, vergisst er seine zwölf Stunden durchgehaltene sanftmütige Reserviertheit und schreit den zurückbleibenden Shmuchin zu: „Sie widern mich an!“

## Deutschsprachige Ausgaben
Verwendete Ausgabe
- Der Petschenege. Deutsch von Gerhard Dick. S. 278–289 in Wolf Düwel (Hrsg.): Anton Tschechow: Die Dame mit dem Hündchen. Meistererzählungen. 612 Seiten. Rütten & Loening, Berlin 1967 (1. Aufl.)